# Wolfgang Ekholt
Wolfgang Ekholt (* 1952 in Recklinghausen) ist ein deutscher Schlagzeuger des Modern Jazz.
Ekholt spielte ab 1965 Gitarre und Schlagzeug. 1969 und 1970 nahm er an den Remscheider Jazzkursen teil. Dann studierte er an der Folkwangschule Essen sowie an der PH Münster. Als freischaffender Musiker ist er seit 1975 aktiv. Er spielte zunächst in Uli Beckerhoffs Gruppe Riot, für die er auch komponierte und mit der er auch aufnahm (Green and Blue 1977, Black Hill 1978). Dann spielte er mit Ed Kröger (Trombone Jazz, 1986), aber auch mit Joachim Kühn, Kenny Wheeler, Lee Konitz, Herb Geller, Richie Beirach und John Abercrombie. Gemeinsam mit Jan Klare und Tom Lorenz gründete er 1993 die Gruppe Das böse Ding, der er fünfzehn Jahre angehörte und mit der er auf namhaften Jazzfestivals im In- und Ausland auftrat. Weiterhin war er an Aufnahmen von Norbert Gottschalk und Dominique Horwitz beteiligt und leitet das Trio Jazz Smells, dem David Jehn am Kontrabass und Klaus Fey am Saxophon angehören.
Ekholt ist seit 1976 Lehrer an der Westfälischen Schule für Musik in Münster. Von 1979 bis 1981 hatte er einen Lehrauftrag an der Musikhochschule Köln. Seit 1984 ist Ekholt, neben u. a. Hartmut Kracht, Ed Kröger und Norbert Gottschalk Dozent beim Jazz-Workshop Coesfeld. Zwischen 1987 und 2003 war er Dozent im Kontaktstudium Popularmusik der Musikhochschule Hamburg. Seit 2005 hat er einen Lehrauftrag an der Hochschule für Künste Bremen.

## Diskographische Hinweise
- Jan Klare / Tom Lorenz Quartett: Das böse Ding (1994) mit Hartmut Kracht
- Das böse Ding PurpleJazz (1998) mit Jan Klare, Martin Scholz, Hartmut Kracht
- Jan Klare / Eckard Koltermann – WDR Big Band Köln (2002)